# Râul Mraconia
Râul Mraconia este un curs de apă, afluent al Dunării. La vărsare în Dunăre (zona Cazane, Județul Mehedinți) formează un superb estuar (Golful Mraconia), unde campează numeroși turiști (pescuit sportiv, înot și alte sporturi nautice). Deasupra golfului Mraconia, ei pot admira basorelieful înalt de 55 m reprezentând Chipul lui Decebal. 